# 하나님을 경외하는 자들
하나님을 경외하는 자들(God-fearer , Godfearers)이란 신약성경에서와 또 디아스포라 시대에 헬라 유대교들의 회당비문과 같은 동시대 자료에서 언급된 제 2 성전 시대 유대교(Second Temple Judaism)에 대하여 동정적 마음을 갖는 비유대인 회원들을 말한다. 이 개념은 히브리어 성경의 개종자(proselytes)에서 선례가 있다. 그러나 하나님을 경외하는 자들과 개종자를 구별한다.

## 신약
사도행전 13장 16절에서 하나님을 경외하는자들이 나온다. "바울이 일어나 손짓하며 말하되 이스라엘 사람들과 및 하나님을 경외하는 사람들아 들으라."

## 같이 보기
- 개종자